# Gossen (Gemeinde Hüttenberg)
Gossen ist eine Ortschaft in der Gemeinde Hüttenberg im Bezirk Sankt Veit an der Glan in Kärnten. Die Ortschaft hat 102 Einwohner (Stand 1. Jänner 2024). 

## Lage, Ortschaftsbestandteile
Die Ortschaft liegt im Nordosten des Bezirks Sankt Veit an der Glan, auf dem Gebiet der Katastralgemeinde Knappenberg, nordwestlich und nördlich der Ortschaft Knappenberg. Der Ort besteht aus drei Teilen: 

### Untergossen
Der heute als Untergossen bezeichnete Bereich befindet sich dort, wo schon im Franziszeischen Kataster eine Häusergruppe namens Gossen verzeichnet wurde, damals noch mehrere hundert Meter nordwestlich entfernt von der Ortschaft Knappenberg, die sich im 20. Jahrhundert jedoch bis an den Rand von Gossen ausgedehnt hat. Hier stehen das Tibetzentrum Institut und ein Jufa-Hotel.
- 1890: 21 Häuser, 201 Einwohner
- 1900: 17 Häuser, 146 Einwohner
- 1910: 16 Häuser, 146 Einwohner
- 1923: 16 Häuser, 143 Einwohner
- 1934: 104 Einwohner
- 1961: 16 Häuser, 93 Einwohner

### Untergossen Neusiedlung
Die Bergarbeitersiedlung Neusiedlung Untergossen wurde 1938 bis 1940 durch die Reichswerke Hermann Göring gebaut.
- 1961: 30 Häuser, 372 Einwohner#

### Obergossen
Obergossen ist eine kleine Siedlung, wenige hundert Meter nordöstlich von Untergossen, und etwa 80 Meter höher als jenes gelegen. In Obergossen befindet sich das Geburtshaus von Heinrich Harrer, weshalb für den Ort mittlerweile der Straßenname Heinrich-Harrer-Weg eingeführt wurde.
- 1890: 8 Häuser, 40 Einwohner
- 1900: 13 Häuser, 60 Einwohner
- 1910: 12 Häuser, 56 Einwohner
- 1923: 12 Häuser, 47 Einwohner
- 1934: 42 Einwohner
- 1961: 10 Häuser, 31 Einwohner

## Geschichte
Gossen gehört zur Gemeinde Hüttenberg, seit diese Gemeinde 1850 gegründet wurde.

## Bevölkerungsentwicklung
Für die Ortschaft ermittelte man folgende Einwohnerzahlen:
- 1880: 29 Häuser, 255 Einwohner[2]
- 1890: 29 Häuser, 241 Einwohner[3]
- 1900: 30 Häuser, 206 Einwohner[4]
- 1910: 28 Häuser, 202 Einwohner[5]
- 1923: 28 Häuser, 190 Einwohner[6]
- 1934: 146 Einwohner[7]
- 1961: 56 Häuser, 496 Einwohner[8]
- 2001: 91 Gebäude (davon 66 mit Hauptwohnsitz) mit 99 Wohnungen; 146 Einwohner und 15 Nebenwohnsitzfälle; 74 Haushalte; 0 Arbeitsstätten, 2 land- und forstwirtschaftliche Betriebe[9]
- 2011: 87 Gebäude, 127 Einwohner, 67 Haushalte, 2 Arbeitsstätten[10]
- 2021: 90 Gebäude, 99 Einwohner, 56 Haushalte, 3 Arbeitsstätten[11]